# Schloss Unterbessenbach

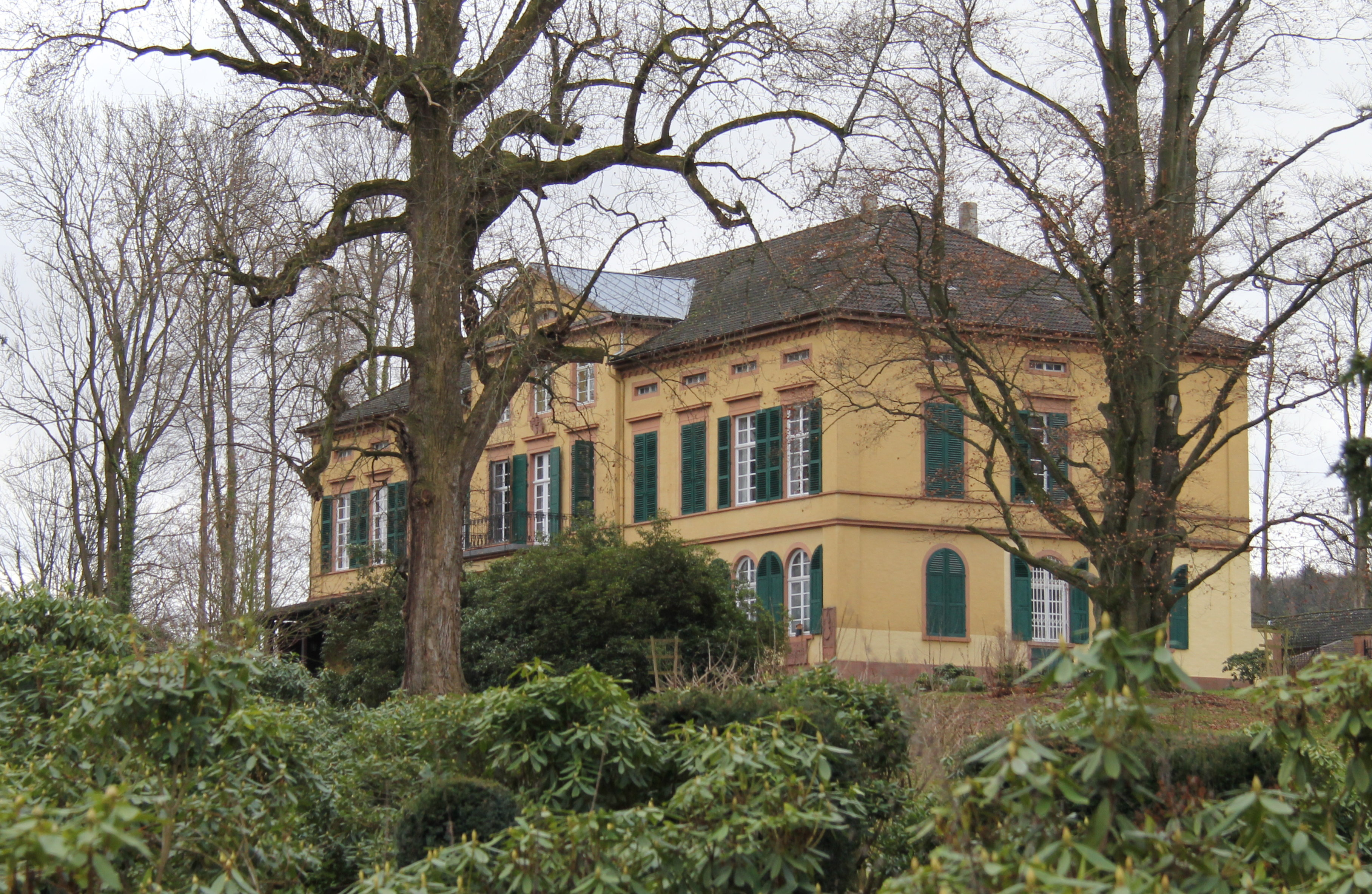
Schloss Unterbessenbach

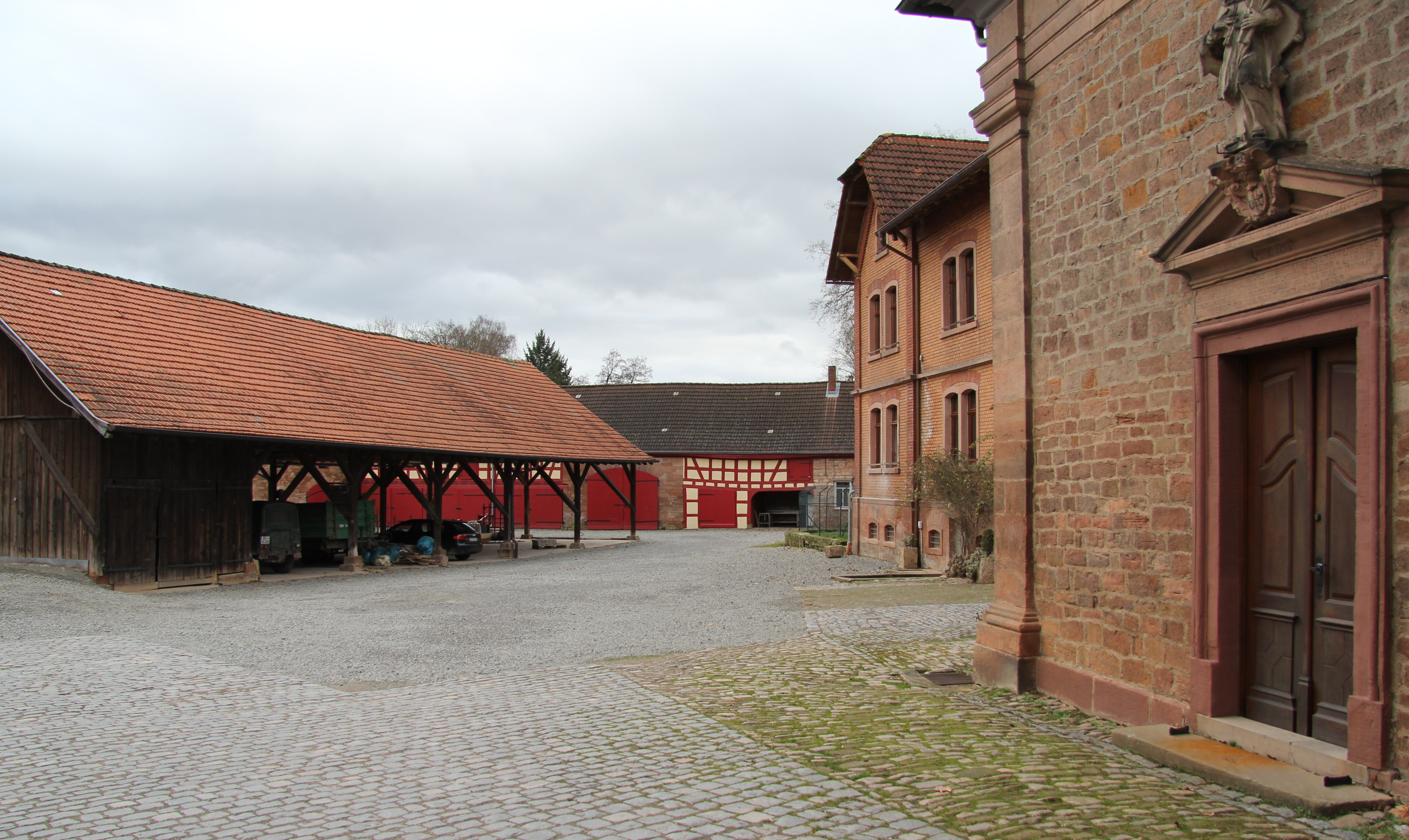
Hofgut Unterbessenbach

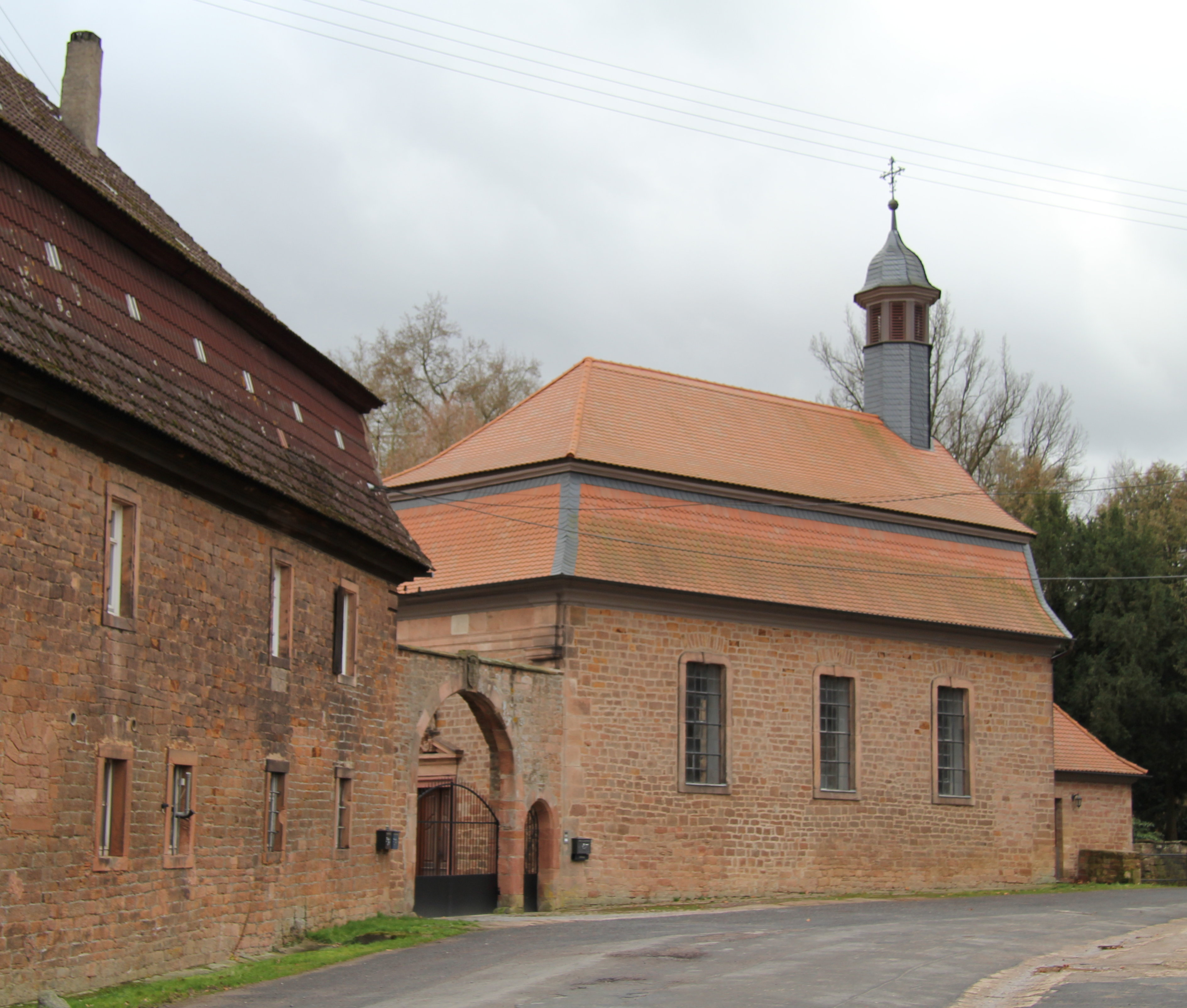
Schlosskapelle

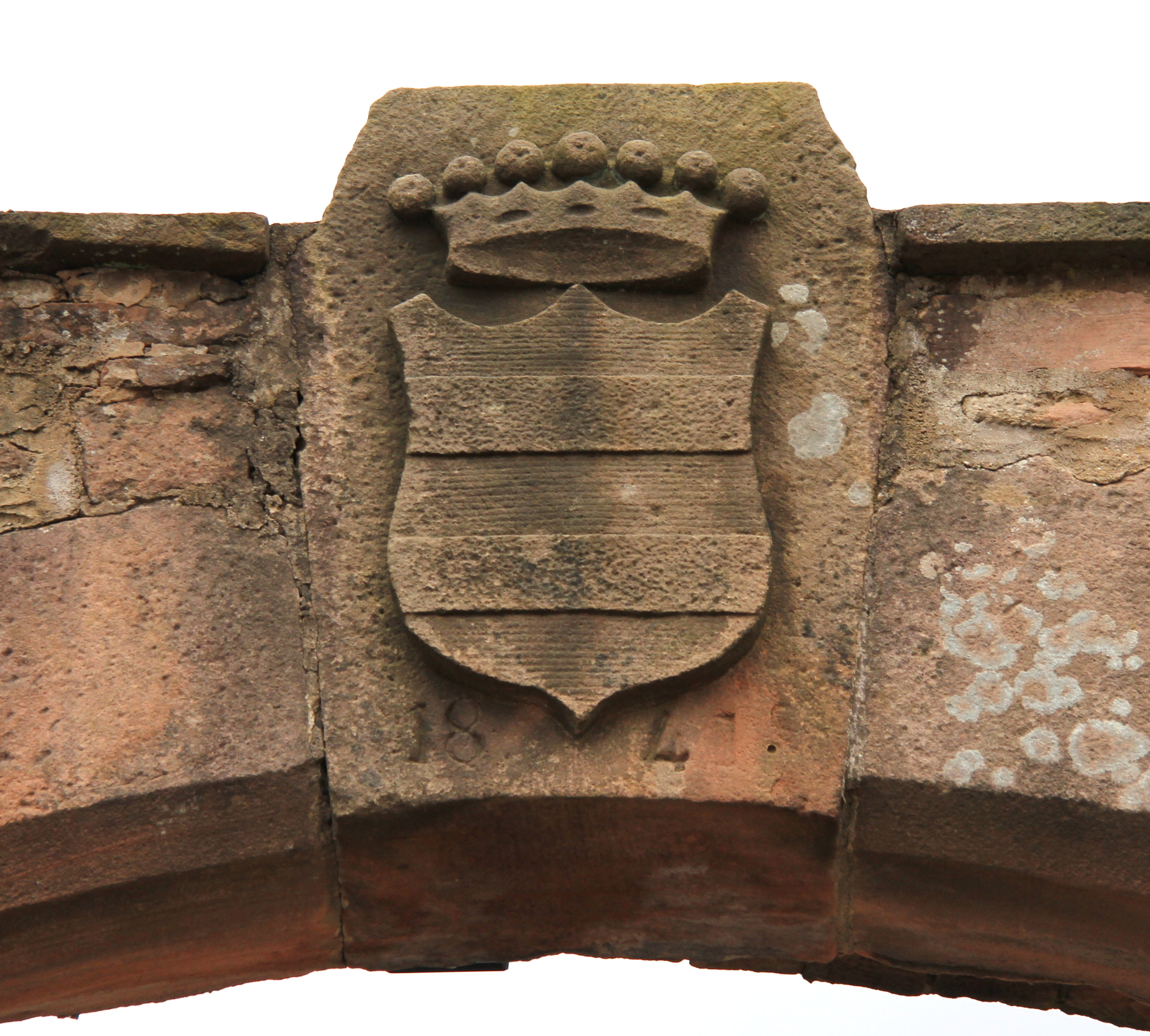
Wappen der Freiherren von Gemmingen über der Hofeinfahrt (mit der Jahreszahl 1841)

Das Schloss Unterbessenbach ist ein Baudenkmal in Unterbessenbach, einem Ortsteil der Gemeinde Bessenbach im Landkreis Aschaffenburg in Bayern. In unmittelbarer Nähe verlaufen die Bundesautobahn 3 und das Flüsschen Aschaff.

## Architektur
Das Schloss ist ein klassizistischer Bau mit übergiebeltem Mittelrisalit und Seitenflügeln. Es bildet mit seinem Park und dessen zwei Gewässern sowie mit dem Hofgut Unterbessenbach und der dort integrierten Schlosskapelle eine bauliche Einheit.

## Geschichte
Der Vorgängerbau des heutigen Schlosses wurde 1577 von den Herren von Hettersdorf, die in Bessenbach seit 1326 nachweisbar sind, als Herrenhaus des Hofgutes errichtet. Die Herren von Hettersdorf bekleideten oftmals das Amt des Forstmeisters im Spessart und stiegen 1658 in den Reichsfreiherrenstand auf. Unterbessenbach war der Verwaltungsmittelpunkt ihres umliegenden Streubesitzes. Im 18. Jahrhundert zogen es die männlichen Mitglieder der Familie vor, in Diensten der Kurfürsten und Erzbischöfe von Mainz Funktionen in den Städten auszuüben und die Bewirtschaftung ihrer eigenen Güter mehr oder weniger tüchtigen Verwaltern zu überlassen. Gleichwohl gelang es ihnen nicht, sich von Kurmainz zu emanzipieren, so dass Kurmainz 1790 seine Landeshoheit über Unterbessenbach durchzusetzen vermochte.
Franz von Hettersdorf, dem Spielleidenschaft nachgesagt wurde, verpachtete das Gut in Unterbessenbach 1804 an seinen Verwalter Sartorius, was dazu führte, dass am 22. November 1806 der Konkurs über das Gut verhängt wurde. Daraufhin wurde es an den Aschaffenburger Kaufmann Alois Dessauer verpachtet. Im Jahre 1820 wurde das Gut an die Grafen Fugger-Kirchheim-Hoheneck verkauft. Philipp Karl von Fugger verkaufte das Hofgut am 13. August 1841 an den Freiherrn Gustav Johann von Gemmingen-Hagenschieß (1808–1895).
Der neue Besitzer errichtete 1842 auf der kleinen Anhöhe südwestlich des alten Herrenhauses das heute bestehende Schloss Unterbessenbach, das er mit seiner Familie 1843 bezog. Die verwahrloste Schlosskapelle, die jahrelang nur als Lagerraum, Getreidedepot und Kelterraum gedient hatte, wurde 1853 als Kirchlein für evangelisch-lutherische Gottesdienste hergerichtet.
Die Familie von Gemmingen-Hagenschieß nannte sich später wieder von Gemmingen-Steinegg. Oskar-Friedrich von Gemmingen-Steinegg (1838–1918), Sohn Gustav Johanns, hat die Sieben Teiche im Wald und die Teiche im Schlosspark angelegt. Sein Sohn Hans Dietrich (1869–1958) ließ das Schloss 1907 umfassend sanieren. Für das Jahr 1913 vermelden die Chroniken einen Aufenthalt des Kronprinzen Rupprecht von Bayern, der einige Tage bei Hans Dietrich Freiherr von Gemmingen verbrachte.
1937 übernahm Albrecht Dietrich von Gemmingen-Steinegg den zuvor verpachteten Gutsbetrieb, in dem damals rund 50 bis 60 Menschen beschäftigt waren. Er wurde jedoch schon 1939 zum Kriegsdienst eingezogen. Nach dem Westfeldzug bewirtschaftete er das Gut nochmals für kurze Zeit, bevor er abermals eingezogen wurde. Er verstarb 1946 in sowjetischer Kriegsgefangenschaft. Seine Witwe Luise (Lui) Freiin von der Recke führte das Gut als Pächterin an seiner Stelle fort. Nach dem Tod Hans Dietrichs 1958 kam es an Albrecht Dietrichs damals noch minderjährigen Sohn Albrecht Viktor von Gemmingen-Steinegg (* 1943), der nach Ende seines Studiums als Diplom-Agraringenieur den Betrieb ab den 1970er Jahren effektiv umgestaltete. Elf Hektar der Gutsfläche mussten beim Bau der nahen A3 abgetreten werden.
Das Schloss ist bis heute in Privatbesitz der Familie von Gemmingen-Steinegg.
Die Evangelische Kirchengemeinde Goldbach nutzt die Kapelle heute unter dem Patrozinium „Vom guten Hirten“ im 14-täglichen Rhythmus für Sonntagsgottesdienste sowie an bestimmten Festtagen, für Trauungen und Taufen. Sie teilt sich die Nutzung mit dem Verein für Christliche Seelsorge in Freiheit. In regelmäßigen Abständen bietet das Projekt „Priester ohne Kirche“ öffentliche Gottesdienste an.

## Einzelbelege
1. ↑  Evangelische Kirchengemeinde Goldbach: Gottesdienstplan
2. ↑  Evangelische Kirchengemeinde Goldbach: Unsere Kirchen
3. ↑  Priester ohne Kirche

Koordinaten: 49° 59′ 18,1″ N, 9° 14′ 57,3″ O